# Davie County
Davie County ist ein County im Bundesstaat North Carolina der Vereinigten Staaten. Der Verwaltungssitz (County Seat) ist Mocksville. das nach der Familie Mock benannt wurde, die das Land für die Stadt stiftete.

## Geographie
Das County liegt im mittleren Westen von North Carolina, ist im Norden etwa 80 km von Virginia entfernt und hat eine Fläche von 691 Quadratkilometern, wovon 4 Quadratkilometer Wasserfläche sind. Es grenzt im Uhrzeigersinn an folgende Countys: Yadkin County, Forsyth County, Davidson County, Rowan County und Iredell County.
Davie County ist in sieben Townships aufgeteilt: Calahaln, Clarksville, Farmington, Fulton, Jerusalem, Mocksville und Shady Grove.

## Geschichte
Davie County wurde 1836 aus Teilen des Rowan County gebildet. Benannt wurde es nach dem Gouverneur William R. Davie.
Im County liegen zwei National Historic Landmarks, das Gutshaus Cooleemee und das Hinton Rowan Helper House. 20 Bauwerke und Stätten des Countys sind insgesamt im National Register of Historic Places eingetragen (Stand 26. Februar 2018).

## Demografische Daten
Nach der Volkszählung im Jahr 2000 lebten im Davie County 34.835 Menschen in 13.750 Haushalten und 10.257 Familien. Die Bevölkerungsdichte betrug 51 Einwohner pro Quadratkilometer. Ethnisch betrachtet setzte sich die Bevölkerung zusammen aus 90,44 Prozent Weißen, 6,80 Prozent Afroamerikanern, 0,23 Prozent amerikanischen Ureinwohnern, 0,31 Prozent Asiaten, 0,02 Prozent Bewohnern aus dem pazifischen Inselraum und 1,31 Prozent aus anderen ethnischen Gruppen; 0,89 Prozent stammten von zwei oder mehr Ethnien ab. 3,47 Prozent der Bevölkerung waren spanischer oder lateinamerikanischer Abstammung.
Von den 13.750 Haushalten hatten 32,7 Prozent Kinder unter 18 Jahren, die bei ihnen lebten. 61,4 Prozent davon waren verheiratete, zusammenlebende Paare, 9,2 Prozent waren allein erziehende Mütter und 25,4 Prozent waren keine Familien. 22,2 Prozent waren Singlehaushalte und in 9,7 Prozent lebten Menschen mit 65 Jahren oder älter. Die Durchschnittshaushaltsgröße betrug 2,51 und die durchschnittliche Familiengröße war 2,91 Personen.
24,3 Prozent der Bevölkerung waren unter 18 Jahre alt. 7,1 Prozent zwischen 18 und 24 Jahre, 29,4 Prozent zwischen 25 und 44 Jahre, 25,5 Prozent zwischen 45 und 64, und 13,8 Prozent waren 65 Jahre alt oder Älter. Das Durchschnittsalter betrug 38 Jahre. Auf alle weibliche Personen kamen 97,0 männliche Personen. Auf alle Frauen im Alter von 18 Jahren oder darüber kamen 94,0 Männer.
Das jährliche Durchschnittseinkommen eines Haushalts betrug 40.174 $ und das jährliche Durchschnittseinkommen einer Familie betrug 47.699 $. Männer hatten ein durchschnittliches Einkommen von 33.179 $ gegenüber den Frauen mit 24.632 $. Das Prokopfeinkommen betrug 21.359 $. 8,6 Prozent der Bevölkerung und 6,4 Prozent der Familien lebten unterhalb der Armutsgrenze. 10,2 Prozent von ihnen sind Kinder und Jugendliche unter 18 Jahre und 11,3 Prozent sind 65 Jahre oder älter.